# Lobelia pleotricha
Lobelia pleotricha är en klockväxtart som beskrevs av Friedrich Ludwig Diels. Lobelia pleotricha ingår i släktet lobelior, och familjen klockväxter. Inga underarter finns listade i Catalogue of Life.